# Parti radical (Chili)
Pour les articles homonymes, voir Parti radical.
Le Parti radical du Chili (PR)  (en espagnol : Partido Radical de Chile) est un parti politique chilien laïciste de caractère libéral radical et social-démocrate . Il est né de la défaite du côté rebelle lors de la Révolution chilienne de 1859, dont beaucoup appartenaient à l'aile la plus subversive du Parti libéral . Le 27 décembre 1863, la première Assemblée est fondée à Copiapó, précédant l'installation de diverses assemblées se disant « radicales » .«Et cela a fonctionné dans le territoire électoral chilien en toute indépendance par rapport à la Convention radicale de 1888, date à laquelle ces réunions ont été fédérées et légalisées en tant que parti politique. 
Le radicalisme chilien se caractérise par la diffusion d'une doctrine rationaliste, laïque et démocratique, motivée par l' idéalisme de la philosophie des Lumières .
Le Parti radical est un membre de l'Internationale socialiste et de la COPPPAL.

## Histoire
L'idéologie politique du radicalisme s'est progressivement construite au cours des décennies qui ont précédé sa fondation officielle en 1888, en grande partie grâce à l'influence de l'héritage idéologique et culturel de la Literary Society, du Reform Club et de la Equality Society .
En 1842, à partir d'un mouvement intellectuel rassemblant de jeunes libéraux bien connus, fut fondée la Société littéraire, qui convoqua l'intelligentsia avancée de l'époque, parmi lesquelles José Victorino Lastarria, Francisco Bilbao et Manuel Antonio Matta . Ils ont mis l'accent sur la reconnaissance des Lumières comme un processus fondamental pour le progrès du pays, en même temps qu'ils ont officialisé leur préoccupation pour la question de l'éducation au Chili.
Francisco Bilbao Barquín, écrivain, philosophe et homme politique chilien, a fondé la Société pour l'égalité .
Les idées rénovatrices du libéralisme radical se sont rapidement répandues parmi la jeune intelligentsia, trouvant une plate-forme appropriée, le Reform Club fondé par Federico Errázuriz Zañartu, mais il n'a jamais pu définir un plan d'action pour la modernisation de la politique, étant précédé par la Société pour l' égalité, fondée en 1850 par Santiago Arcos et Francisco Bilbao lui-même  Les deux jeunes Chiliens avaient vécu l'atmosphère des événements révolutionnaires français de 1848 et étaient imprégnés de cette idéologie.
Le Parti radical a été fondé en 1863 par des membres mécontents du Parti libéral et représentait originellement l'aile la plus anticléricale de la politique chilienne. Lorsque ce sujet perdit de son importance, le Parti radical adopta une ligne politique de centre-gauche, participant au Front populaire de Pedro Aguirre Cerda à la fin des années 1930, puis à l'Alliance démocratique dans les années 1940.
Durant la présidence de Gabriel González Videla, le parti glissa vers la droite, la plupart de ses membres adoptant une position anticommuniste. Le parti revint toutefois vers la gauche au cours des décennies suivantes et soutint la candidature du socialiste Salvador Allende. Les radicaux anticommunistes firent alors sécession et fondèrent le parti Démocratie radicale en 1969 qui soutint le coup d'État d'Augusto Pinochet.
Après le retour à la démocratie, le Parti radical se reforma comme parti de centre-gauche, mais n'obtint que de faibles résultats électoraux. En 1994, il a fusionné avec le Parti social-démocrate chilien et a donné naissance au Parti radical social-démocrate, considéré comme l'héritier de l'histoire et de la tradition du radicalisme chilien jusqu'en 2016, date à laquelle il a pris le nom historique de Parti radical du Chili .
Selon le service électoral (Servel), en 2012, le parti était le sixième plus grand au Chili en nombre de militants, avec 83 373.  En mai 2020, il comptait 30 812 militants. 
Le PR a des liens historiques étroits avec la franc-maçonnerie, en particulier avec la Grande Loge du Chili, la Grande Loge Mixte et la Grande Loge féminine.

## Présidents radicaux du Chili
- Juan Esteban Montero, 27 juillet au 4 juillet 1932
- Pedro Aguirre Cerda, 24 décembre 1938 - 25 novembre 1941
- Jerónimo Méndez, 25 novembre 1941 - 2 avril 1942
- Juan Antonio Ríos, 2 avril 1942 - 27 juin 1946
- Juan Antonio Iribarren, 17 octobre 1946 - 2 novembre 1946
- Gabriel González Videla, 3 novembre 1946 - 3 novembre 1952

## Résultats électoraux
| Année (nbe total de députés) | Nombre de députés | Suffrages | Pourcentage des voix |
| 1925 (132)                   | 39                | 56.001    | 21,3                 |
| 1932 (142)                   | 31                | 55.929    | 17,2                 |
| 1937 (146)                   | 29                | 76.941    | 18,7                 |
| 1941 (147)                   | 44                | 98.296    | 21,9                 |
| 1945 (147)                   | 39                | 89.992    | 19,9                 |
| 1949 (147)                   | 34                | 100.869   | 21,7                 |
| 1953 (147)                   | 18                | 103.650   | 13,3                 |
| 1957 (147)                   | 36                | 188.526   | 21,5                 |
| 1961 (147)                   | 39                | 296.828   | 21,4                 |
| 1965 (147)                   | 20                | 312.912   | 13,3                 |
| 1969 (150)                   | 24                | 313.559   | 13                   |
| 1973 (150)                   | 5                 | 137.166   | 3,79                 |
| 1989 (120)                   | 5                 | 268.103   | 3,94                 |
| 1993 (120)                   | 2                 | 200.837   | 2,98                 |